# روح‌الامین آرانی
محمّد آرانی، متخلّص به روح‌الامین، شاعرِ آرانی قرنِ سیزدهمِ هجری خورشیدی است. شعرهای اندکی از تصنیفات وی باقی مانده که در تذکره‌ها آمده است.